# C.F. Rich & Sønner
C.F. Rich & Sønner A/S var en kendt kaffesurrogatfabrik stiftet 1834. Fabrikken, der producerede den kendte Richs-kaffeerstatning, indgik 1897 i De Danske Cikoriefabrikker.
Richshuset på Rådhuspladsen i København og C.F. Richs Vej på Frederiksberg vidner stadig om det gamle firmanavn efter grundlæggeren C.F. Rich.